# Modèle d'évaluation par arbitrage
Pour les articles homonymes, voir MEA et APT.
Le modèle d'évaluation par arbitrage ou MEA (en anglais, arbitrage pricing theory ou APT) est un modèle financier d'évaluation des actifs d'un portefeuille qui s'appuie sur l'observation des anomalies du MEDAF et considère les variables propres aux firmes susceptibles d'améliorer davantage le pouvoir prédictif du modèle d'évaluation.

## Enjeux du modèle d'évaluation par arbitrage
Pour lutter contre l'instabilité des bétas du MEDAF, le modèle MEA introduit des facteurs macroéconomiques et spécifiques.
Cependant selon le principe de la loi du prix unique, les portefeuilles ou les actifs présentant les mêmes risques doivent s'échanger au même prix. Ce modèle n'intègre aucun facteur relatif aux préférences des investisseurs.

## Démarche d'utilisation
La méthode d'évaluation par arbitrage (MEA) peut se décrire sous cette forme mathématique :
{\displaystyle E(R_{i})=R_{F}+b_{i1}({\bar {R}}_{1}-R_{F})+b_{i2}({\bar {R}}_{2}-R_{F})+...+b_{im}({\bar {R}}_{m}-R_{F})}
Avec {\displaystyle {\bar {R}}_{m}}, rendement espéré du titre qui aurait une valeur b ({\displaystyle b_{im}}) de 1 pour ce facteur et 0 pour les autres.
Exemples d'écart utilisable : la croissance mensuelle de la production industrielle, la variation de l'inflation espérée, le taux d'intérêt.

## Le modèle
Le modèle d’évaluation par arbitrage (APT en anglais) suppose que le rendement des titres {\displaystyle R_{i}(i=1,2,\ldots ,N)} est donné par la relation linéaire:
{\displaystyle R_{i}=a_{i}+b_{i1}F_{1}+b_{i2}F_{2}+\dots +b_{im}F_{m}+e_{i}}
où
{\displaystyle a_{i}} est le rendement du titre i lorsque tous les indices ont une valeur nulle
{\displaystyle F_{j}(j=1,2,\ldots ,m)} est la valeur du facteur j qui influence le rendement du titre i
{\displaystyle b_{ij}} est la sensibilité du rendement du titre i au facteur j
{\displaystyle e_{i}} est une erreur aléatoire avec moyenne nulle
et N est le nombre de titres.
Prenons, pour simplifier, le cas de deux facteurs. En enlevant du rendement {\displaystyle R_{i}} sa valeur espérée [{\displaystyle E(R_{i})}] on peut écrire:
{\displaystyle R_{i}=E(R_{i})+b_{i1}\left[F_{1}-E(F_{1})\right]+b_{i2}\left[F_{2}-E(F_{2})\right]}
Le modèle APT suppose qu’il y a suffisamment de titres sur le marché de telle sorte qu’on puisse construire un portefeuille tel que:
{\displaystyle \sum _{i=1}^{N}\omega _{i}=0}
{\displaystyle \sum _{i=1}^{N}\omega _{i}b_{i1}=0}
{\displaystyle \sum _{i=1}^{N}\omega _{i}b_{i2}=0}
{\displaystyle \sum _{i=1}^{N}\omega _{i}e_{i}\approx 0}
où {\displaystyle \omega _{i}} est la proportion du titre i dans le portefeuille.
Ce portefeuille est appelé un portefeuille d’arbitrage.
La première condition implique que les achats de titres sont compensés par des ventes à découvert de telle sorte qu’aucun investissement n’est nécessaire. Par ailleurs, le vecteur {\displaystyle \left[w_{i}\right]} est orthogonal au vecteur {\displaystyle \left[1\right]}.
Les deux autres conditions indiquent que le portefeuille d’arbitrage n’a pas de risque. D’autre part le vecteur {\displaystyle \left[w_{i}\right]} est orthogonal à {\displaystyle \left[b_{i1}\right]} et à {\displaystyle \left[b_{i2}\right]}.
L’arbitrage implique que le rendement espéré doit être nul:
{\displaystyle \sum _{i=1}^{N}\omega _{i}E(R_{i})=0}
Les orthogonalités indiquées ci-dessus impliquent que les rendements espérés peuvent être exprimés par l’équation linéaire:
{\displaystyle E(R_{i})=\lambda _{o}+\lambda _{1}b_{i1}+\lambda _{2}b_{i2}}
Si {\displaystyle b_{i1}=b_{i2}=0} le titre est sans risque et le rendement espéré est {\displaystyle \lambda _{o}=R_{F}}.
Si {\displaystyle b_{i1}=1} et {\displaystyle b_{i2}=0} le rendement espéré est {\displaystyle \lambda _{o}+\lambda _{1}={\bar {R}}_{1}} avec {\displaystyle {\bar {R}}_{1}} le rendement espéré d’un titre ou d’un portefeuille exposé uniquement à un risque unitaire du facteur 1 ({\displaystyle F_{1}}).
Si {\displaystyle b_{i1}=0} et {\displaystyle b_{i2}=1} le rendement espéré est {\displaystyle \lambda _{o}+\lambda _{2}={\bar {R}}_{2}} avec {\displaystyle {\bar {R}}_{2}} le rendement espéré d’un titre ou d’un portefeuille exposé uniquement à un risque unitaire du facteur 2 ({\displaystyle F_{2}}).
On peut alors écrire:
{\displaystyle E(R_{i})=R_{F}+b_{i1}({\bar {R}}_{1}-R_{F})+b_{i2}({\bar {R}}_{2}-R_{F})}
Ce résultat peut être généralisé à un nombre arbitraire de facteurs.

## Exemple
Les rendements espérés et les caractéristiques de trois portefeuilles sont les suivants :
| Portefeuille | Rendement espéré | Sensibilité au facteur 1 | Sensibilité au facteur 2 |
| ------------ | ---------------- | ------------------------ | ------------------------ |
| A            | 6 %              | 0.6                      | 0.2                      |
| B            | 5 %              | 0.2                      | 0.3                      |
| C            | 9 %              | 1.0                      | 0.5                      |

Ces trois rendements espérés peuvent être exprimés en utilisant l’équation suivante:
{\displaystyle E(R_{i})=2.75+3.75b_{i1}+5b_{i2}}
Soit maintenant le portefeuille D avec un rendement espéré de 8 % et les sensibilités de 0.6 au facteur 1 et 0.4 au facteur 2. Selon l’équation ci-dessus le rendement espéré devrait être de 7 %. On peut alors créer un portefeuille sans aucun investissement et obtenir un gain de 1 %. Il suffit de vendre à découvert un portefeuille composé par moitié du portefeuille B et l’autre moitié du portefeuille C. Le produit de la vente est utilisé pour acheter le portefeuille D. On aura ainsi un portefeuille d’arbitrage avec les proportions suivantes [0 , -0.5 , -0.5 , 1] et un rendement espéré de 1 %. À la fin de la période on fera l’opération inverse: vendre D et acheter B et C. Le modèle APT indique que ce profit va disparaître.

## Relation entre CAPM et APT
La droite de marché des titres du modèle d’évaluation des actifs financiers (CAPM) nous dit que:
{\displaystyle E(R_{i})=R_{F}+\left[E(R_{M})-R_{F})\right]\beta _{i}}
avec {\displaystyle \beta _{i}=Cov(R_{i},R_{M})/\sigma _{M}^{2}}
tandis que la relation est la suivante dans le modèle APT:
{\displaystyle E(R_{i})=R_{F}+({\bar {R}}_{1}-R_{F})b_{i1}+({\bar {R}}_{2}-R_{F})b_{i2}}
Dans le cas où il n’y a qu’un seul facteur et le rendement de ce facteur est celui du portefeuille de marché, les deux modèles coïncident. Dans les autres cas il faut étudier la covariance entre {\displaystyle R_{i}} et {\displaystyle R_{M}}:
{\displaystyle Cov(R_{i},R_{M})=b_{i1}Cov(F_{1},R_{M})+b_{i2}Cov(F_{2},R_{M})}
Par conséquent:
{\displaystyle \beta _{i}={\frac {b_{i1}Cov(F_{1},R_{M})}{\sigma _{M}^{2}}}+{\frac {b_{i2}Cov(F_{2},R_{M})}{\sigma _{M}^{2}}}}
{\displaystyle \beta _{i}=\beta _{F_{1}}b_{i1}+\beta _{F_{2}}b_{i2}}
On peut alors écrire la droite de marché du modèle CAPM de la manière suivante:
{\displaystyle E(R_{i})=R_{F}+\left[E(R_{M})-R_{F}\right]\left[\beta _{F_{1}}b_{i1}+\beta _{F_{2}}b_{i2}\right]}
{\displaystyle E(R_{i})=R_{F}+\lambda _{1}b_{i1}+\lambda _{2}b_{i2}}
avec:
{\displaystyle \lambda _{1}=\left[E(R_{M})-R_{F}\right]\beta _{F_{1}}\quad \lambda _{2}=\left[E(R_{M})-R_{F}\right]\beta _{F_{2}}}
Le modèle CAPM permet d’expliquer les primes de risque {\displaystyle \lambda _{1}} et {\displaystyle \lambda _{2}}. Si le facteur i est corrélé positivement avec le rendement du marché alors {\displaystyle \lambda _{i}} est positif car le rendement de marché est supérieur au rendement sans risque.